# Berberis asiatica
Berberis asiatica Roxb. (Syn.: Berberis hypoleuca Lindl.) ist eine Pflanzenart aus der Familie der Berberitzengewächse (Berberidaceae). Diese Art wurde 1821 von William Roxburgh beschrieben. Ein nicht gebräuchlicher deutscher Name für diese Art ist Asiatische Berberitze.

## Beschreibung
Berberis asiatica ist ein kräftig verästelter, sommer- bis immergrüner Strauch, der Wuchshöhen von bis zu 3 Meter erreicht. Die Zweige sind fein behaart, gefurcht und hell- oder gelbbraun. Die Dornen sind ein- bis dreiteilig, ebenfalls hell- oder gelbbraun und 0,5 bis 0,8 Zentimeter lang. Die mehr oder weniger „bereiften“ oft stachelspitzigen Laubblätter sitzen an bis 1 Zentimeter langen Stielen, sind dünn, verkehrt-eiförmig bis elliptischen, spitz oder stumpf bis spitz, ganzrandig oder mit 2–5 Zähnen an jeder Seite besetzt, 2 bis 7 Zentimeter lang und 1,5 bis 3 Zentimeter breit, oberseits sattgrün, unterseits heller mit hervortretender Nervatur.
Der kompakte, traubige Blütenstand ist 8- bis 25-blütig, 2 bis 5 Zentimeter lang, gestreckt und die Blätter überragend. Die kurz gestielten, gelben Blüten sind zwittrig mit 12 Blütenhüllblättern. Die bis 1 Zentimeter großen Beerenfrüchte sind blau-schwarz gefärbt und „bereift“ mit beständigem Griffel. Sie enthalten vier bis sechs Samen.
Die Chromosomenzahl beträgt 2n = 28.

## Vorkommen
Berberis asiatica stammt aus dem Himalaya, Nepal, Tibet, China, Indien, Myanmar sowie Bangladesch und kommt dort in Höhenlagen bis auf 2000 Meter vor.

## Verwendung
Diese nicht winterharte Pflanzenart wird sehr selten als Hecken- und Zierstrauch verwendet. Die Früchte sind roh oder getrocknet essbar.